# Сису

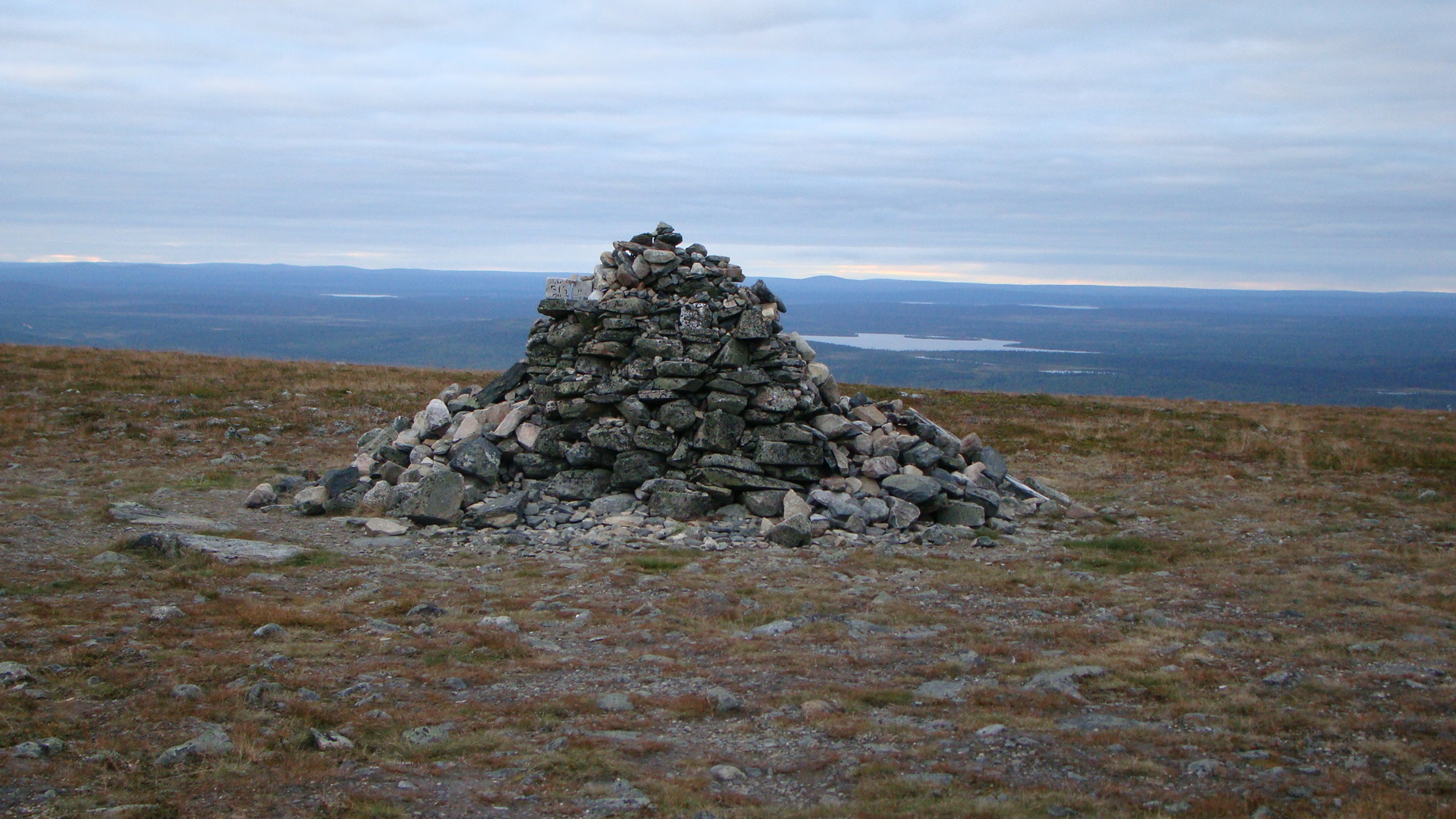
Памятник финскому сису» на вершине фьелла вдоль маршрута Хетта–Паллас, осень 2010 года

Си́су (фин. sisu) — важная особенность финского национального характера, одно из национальных слов-символов Финляндии. Сису представляет сложное, амбивалентное сочетание выдержки, упорства, переходящего в упрямство, выносливости, стойкости, настойчивости, мужества, смелости и прямолинейности. Одной фразой сущность сису можно приблизительно описать так: «что должно быть сделано — то будет сделано, несмотря ни на что».

## Сису как черта финского характера
В своей книге Eräelämän perinteitä (1944) финский писатель и этнограф Сакари Пяльси связывал понятие сису с характерной для финнов предприимчивостью и трудолюбием, сформировавшимися на протяжении двухтысячелетнего периода освоения природы. По его словам, сису можно определить как «силу, с помощью которой пытаются сделать невозможное, но не с отчаянной яростью и не с бессмысленным упрямством». Сису, по Пяльси,  это не «дух отчаяния» и не «эффектные, основанные на истерическом возбуждении внезапные всплески энергии». «От этих нездоровых форм концентрации энергии сису отличается своей верой в жизнь и надеждой на победу,  писал он.  В трудную минуту сису говорит: это кажется невозможным, но попробуем всё же. И тогда пробуют  и побеждают».
Представление о том, что финны более упорны, чем большинство других народов, главным образом из-за природных условий, стало широко известным в первые десятилетия XX века. На это особенно повлияли выдающиеся успехи финских бегунов на Олимпийских играх и других международных соревнованиях. Ещё большую известность понятие финское сису получило во время Зимней войны . Иностранные корреспонденты и журналисты отмечали, что слово сису наилучшим образом описывает суть Финляндии. Так, американская газета The New York Times писала, что «сису это самое удивительное из всех их слов».
Слово сису уже в литературе эпохи старофинского языка использовалось как в отрицательном, так и в нейтральном и положительном смыслах. Старые словари также дают для слова сису различные определения  от негативных до нейтральных и положительных, хотя последние долгое время оставались малоизвестными. Например, выражение paha sisu («дурной сису») обозначает вспыльчивый, злой характер.
Сису поддаётся измерению с помощью специальных опросников, основанных на самооценке. Психологические исследования показали, что уровень сису, определённый таким образом, может коррелировать с показателями благополучия и стрессоустойчивости. В опроснике сису подразделяется на полезный и вредный компоненты, которые являются относительно независимыми друг от друга.